# Yamaguchi Otoya
Yamaguchi Otoya (山口 二矢 Sơn Khẩu Nhị Thỉ, 22 tháng 2 năm 1943 – 2 tháng 11 năm 1960) là một thanh niên theo chủ nghĩa dân tộc cực đoan người Nhật đã thực hiện vụ ám sát Asanuma Inejirō, chính trị gia và là người đứng đầu Đảng Xã hội Nhật Bản. Yamaguchi là thành viên của một nhóm cánh hữu tên là Uyoku dantai đã cầm thanh đoản kiếm yoroidōshi đâm chết Asanuma vào ngày 12 tháng 10 năm 1960, tại Tòa thị chính Hibiya ở Tokyo trong một cuộc tranh luận chính trị được truyền hình trực tiếp trước thềm cuộc bầu cử quốc hội.

## Tự sát
Chưa đầy ba tuần sau vụ ám sát, trong khi bị giam giữ tại trại giam vị thành niên, Yamaguchi đã cho trộn một lượng nhỏ kem đánh răng với nước và viết lên trên tường phòng giam mấy hàng chữ, "Bảy lần sống chết vì tổ quốc. Thiên hoàng Bệ hạ vạn tuế!" Rồi sau đó lấy ra giường thắt thành một sợi dây thừng tạm và sử dụng nó để treo cổ từ bóng đèn chiếu sáng.

### Di sản
Bức ảnh được Nagao Yasushi chụp ngay lập tức sau khi Otoya rút đoản kiếm của mình ra khỏi Asanuma về sau đoạt giải thưởng Pulitzer năm 1961, và giải thưởng World Press Photo năm 1960. Cảnh diễn ra vụ ám sát cũng được quay lại.
Nhà văn đoạt giải Nobel Ōe Kenzaburō có viết mấy cuốn tiểu thuyết năm 1961 mang tựa đề Seventeen (Tuổi mười bảy) và The Death of a Political Youth (Cái chết của một chàng chính khách trẻ) đều nói về Yamaguchi.